# Brexit: The Uncivil War
Brexit: The Uncivil War, chiamata anche Brexit, è un film televisivo britannico del 2019 scritto da James Graham e diretto da Toby Haynes.
Il film descrive la scelta di lasciare UE al referendum del 2016 attraverso le attività degli strateghi alla base della campagna Vote Leave, che ha spinto il Regno Unito a uscire dall'Unione europea, noto come Brexit. Il protagonista del film è Benedict Cumberbatch, che interpreta il ruolo di Dominic Cummings, lo stratega e il direttore della campagna a favore del Brexit.

## Trama
Nel 2020, interrogato da una finta commissione d'inchiesta, un frustrato Dominic Cummings cerca di spiegare come chi lo interroga non abbia capito il modo in cui la tecnologia sta rimodellando la politica, e quindi la società, nel Regno Unito. Nel 2015 Cummings rifiuta l'offerta del deputato UKIP Douglas Carswell e dello stratega politico Matthew Elliott di guidare la campagna Vote Leave a causa del suo disprezzo per la "politica di Westminister", ma accetta quando Carswell promette a Cummings il pieno controllo.
Cummings decide di usare i social media e internet come mezzi di marketing piuttosto che la campagna tradizionale di manifesti e telefonate/volantini consegnati dai parlamentari locali; rifiuta inoltre un approccio di Nigel Farage e Arron Banks di Leave.EU per unire le loro campagne, poiché i suoi dati mostrano che Farage è un ostacolo alla conquista di una maggioranza complessiva. L'approccio di Cummings, basato sui dati, causa attrito con i deputati e i donatori di Vote Leave, come John Mills. Mills, che presiede la campagna Vote Leave, cerca di far licenziare Cummings per fondersi con Leave.EU, solo per essere licenziato lui stesso.
Cummings e la sua controparte Remain, Craig Oliver, espongono le loro strategie e le loro opinioni reciproche. Entrambi identificano il terzo degli elettori britannici che sono ancora indecisi come la chiave per la vittoria. Oliver identifica il "lavoro e l'economia" come il loro messaggio chiave, mentre Cummings crede che la "perdita di controllo" e la possibile adesione della Turchia all'Unione Europea siano le preoccupazioni su cui fare leva più comuni. Cummings invoca la filosofia de L'arte della guerra di Sun Tzu per concentrarsi sul proprio messaggio, che diventa "Riprendere il controllo", slogan che posiziona così Vote Leave come lo status quo storico, e Remain come l'opzione "cambiamento".
Cummings incontra e assume il canadese Zack Massingham, co-fondatore di AggregateIQ, che si offre di costruire un database utilizzando come strumenti i social media di elettori che non sono nel registro elettorale del Regno Unito, ma che sono inclini a votare per Leave. Oliver, utilizzando i tradizionali focus-groups, si rende conto che la sua campagna non è riuscita a capire le preoccupazioni di tutti gli elettori del Regno Unito, e il suo staff inizia a diventare demoralizzato e arrabbiato.
Nelle fasi finali della campagna, i deputati Tory di alto profilo Michael Gove e Boris Johnson si uniscono alla campagna Vote Leave sottolineando la necessità di "Riprendere il controllo", mentre sulla BBC Penny Mordaunt solleva preoccupazioni per l'adesione della Turchia all'Unione Europea. Gove e Johnson hanno qualche reticenza su specifiche affermazioni di Vote Leave (quali i 350 milioni di sterline a settimana da dedicare all'NHS o i 70 milioni di potenziali emigranti turchi), ma le superano.
Oliver conduce una teleconferenza di emergenza Tory-Labour Remain con il primo ministro David Cameron e con Peter Mandelson, ma ogni parte incolpa l'altra per il declino della campagna Remain. Dopo l'omicidio della deputata Jo Cox, Cummings e Oliver condividono un drink e discutono gli eventi, con Cummings che paragona la sua campagna come se avesse avviato un treno che non può essere fermato, e Oliver che risponde: "Fai attenzione a ciò che desideri. Neanche tu sarai in grado di controllarlo".
Il giorno delle votazioni per il referendum del 23 giugno 2016, la Gran Bretagna vota di stretta misura per lasciare l'UE. Dopo un discorso di vittoria, Cummings lascia tranquillamente l'ufficio della campagna Vote Leave. Nel presente Cummings delinea la sua delusione per come il sistema politico ha reagito dopo la vittoria di Vote Leave, e alla fine se ne va disgustato.

## Distribuzione
Il film è andato in onda su Channel 4 nel Regno Unito il 7 gennaio 2019, mentre negli Stati Uniti è stato trasmesso su HBO il 19 gennaio.
In Italia è uscito direttamente in home video il 12 dicembre 2019, distribuito da Koch Media.

## Riconoscimenti
Il film è stato candidato ai premi Emmy 2019 come miglior film per la televisione.